# Pieni-Varpanen (sjö i Suonenjoki, Norra Savolax)
Pieni-Varpanen är en sjö i kommunen Suonenjoki i landskapet Norra Savolax i Finland. Sjön ligger 132 meter över havet. Den är 7,8 meter djup. Arean är 1,56 kvadratkilometer och strandlinjen är 13,82 kilometer lång. Sjön  ingår i Vuoksens huvudavrinningsområde.   Den ligger omkring 36 kilometer sydväst om Kuopio och omkring 300 kilometer norr om Helsingfors. 
I sjön finns ön Pukkisaari. 